# Tang Csung-cung kínai császár
Csung Cung (656. november 26. – 710. július 3.) kínai császár 684-ben, illetve 705-től haláláig.

## Élete
Tang Kao Cung császár fiaként született, és édesapja halála után, 684-ben lépett a trónra. Egy hónapi uralkodás után trónfosztották fivére, Zsuj Cung javára. Később édesanyja, Vu Hou császárnő került Kína élére, aki száműzette Csung Cungot.
705-ben Vu Hou lemondott a trónról, visszahívatta Csung Cungot, és őt tette meg császárnak. Csung Cung gyenge uralkodó volt, aki felesége, Wei császárné hatása alatt állt. 5 évnyi uralkodás után, 710-ben Wei végül megmérgeztette a császárt. Csung Cung 53 éves volt. A trónon fivére, Sang Ti követte.

## Lásd még
- A Tang-dinasztia családfája

| Előző uralkodó: Tang Kao Cung | Kínai császár 684 | Következő uralkodó: Zsuj Cung |

| Előző uralkodó: Vu Hou | Kínai császár 705 – 710 | Következő uralkodó: Sang Ti |